# いつも2人で
『いつも2人で』（いつもふたりで、Two for the Road）は、1967年の20世紀フォックス映画。主演はオードリー・ヘプバーンとアルバート・フィニー。ヘプバーンのキャリアにおける代表作の一つで、『パリの恋人』と『シャレード』でオードリーを演出したスタンリー・ドーネン監督と3度目のタッグを組んだ作品である。

## あらすじ・解説
1954年から1966年の12年間の1組の夫婦の軌跡を、6つの時間軸を交錯させながら描いたロード・ムービー。オードリー・ヘプバーン演じるジョアンナの髪型と乗っている車で時代を見分ける。
監督のスタンリー・ドーネンは、「この作品は結婚の困難な一面を描いた作品だった。オードリー・ヘプバーンの作品は恋の喜びを描いたものがほとんどだが、これはその後の試練を描いている」と語っている。
以下の6回の旅が順不同で交錯する。
1：1954年、出会ったばかりでヒッチハイクをしながら旅をする学生時代の2人。
- ジョアンナの髪型はロングヘアのおでこを見せたもの。前半はカチューシャ、後半は後ろで髪をくくっている。

2：結婚後2年で、夫マークの元の彼女のマンチェスター親子との5人での旅。ジョアンナは子供が欲しいと言っている。映画の前半のみ登場。
- ジョアンナは前髪を下ろしてトップを盛り上げた外ハネのロングヘア。
- 車は1957年製、黄色のフォード・カントリー・スクワイア。

3：何かの記念日でのやっと買った中古の車で2人だけの旅。最初に出てくるシーンのパスポートのスタンプで1959年とわかる。途中でジョアンナが子供ができたと報告する。旅の途中でパトロンとなるモーリスと知り合う。
- ジョアンナは前髪を下ろして、トップをクシャッとしたショートヘア。
- 車は濃い緑色の中古の1950年製MG-TD。

4：ジョアンナは生まれたばかりの子供の世話で留守番、画面に出てこない。1人旅のマークは途中で浮気。次の旅は家族3人で行きたいと語ってトンネルを抜けると、5番目の旅に切り替わる。映画の真ん中でのみ登場。
- 車は1961年赤のトライアンフ・ヘラルド・コンバーチブル。浮気相手の青い車は、1959年ルノー・フロリード・カブリオレ（fr:Renault Floride）

5：生まれた子供も3才くらいに大きくなってきたので、親子3人での旅。夫婦の危機。途中でジョアンナが浮気。映画の後半のみ登場。
- ジョアンナの髪型はおでこを見せたショートのオカッパヘアの外ハネ。カチューシャをしている。
- 車は4回目と同じ。1961年赤のトライアンフ・ヘラルド・コンバーチブル。

6：1966年の現在。再度夫婦の危機。
- ジョアンナの髪型は『おしゃれ泥棒』のものとほぼ同じ。トップを盛り上げてかっちりと固めたショートヘア。
- 車は1965年、白のメルセデス・ベンツ 230SL。

映画のラストで、一瞬で全部の旅が時間軸順に登場する。

## キャスト
| 役名                                     | 俳優                       | 日本語吹替                                                         |
| 役名                                     | 俳優                       | フジテレビ版                                                       |
| ---------------------------------------- | -------------------------- | ------------------------------------------------------------------ |
| ジョアンナ・ウォレス （1936年7月11日生） | オードリー・ヘプバーン     | 池田昌子                                                           |
| マーク・ウォレス （1933年8月22日生）     | アルバート・フィニー       | 前田昌明                                                           |
| ハワード・マクスウェル・マンチェスター   | ウィリアム・ダニエルズ     | 羽佐間道夫                                                         |
| キャシー・マクスウェル・マンチェスター   | エレノア・ブロン           | 谷育子                                                             |
| モーリス・ダルブレ                       | クロード・ドーファン       | 千葉耕市                                                           |
| フランソワーズ・ダルブレ                 | ナディア・グレイ           | 瀬能礼子                                                           |
| ジャッキー                               | ジャクリーン・ビセット     | 高橋ひろ子                                                         |
| デヴィッド                               | ジョルジュ・デスクリエール | 蟹江栄司                                                           |
| ルース・マクスウェル・マンチェスター     | ガブリエル・ミドルトン     | 杉山佳寿子                                                         |
| キャロライン・ウォレス                   | キャシー・チェリムスキー   |                                                                    |
| シルヴィア                               | ドミニク・ジュース         |                                                                    |
| パット                                   | ジュディ・コーンウェル     |                                                                    |
| ホテルの経営者                           | ヘレン・トシー             |                                                                    |
| 警部                                     | イヴ・バルサック           |                                                                    |
| 不明 その他                              |                            | 大久保正信 小沢かおる 友近恵子 中川まり子 池田勝 牧野和子 加藤正之 |
|                                          |                            |                                                                    |
| 演出                                     | 演出                       | 鳥海俊材                                                           |
| 翻訳                                     |                            |                                                                    |
| 効果                                     |                            |                                                                    |
| 調整                                     | 調整                       | 杉原日出弥                                                         |
| 制作                                     | 制作                       | トランスグローバル                                                 |
| 解説                                     | 解説                       | 高島忠夫                                                           |
| 初回放送                                 | 初回放送                   | 1975年11月14日 『ゴールデン洋画劇場』                              |

## スタッフ
- 製作 : スタンリー・ドーネン
- 監督 : スタンリー・ドーネン
- 脚色 : フレデリック・ラファエル
- 原作：フレデリック・ラファエル（Frederic Raphael）「愛情の限界」
- 音楽 : ヘンリー・マンシーニ
- 撮影 : クリストファー・チャリス
- 編集 : マドレーヌ・ギュ／リチャード・マーデン
- タイトル・デザイン : モーリス・ビンダー
- オードリー・ヘプバーンの衣裳：ケン・スコット、ミシェル・ロジェ、パコ・ラバンヌ、マリー・クヮント、フォール＆タフィン他
- アルバート・フィニーの衣裳：ハーディ・アミエス

## 製作

### 脚本と配役
作家フレデリック・ラファエルと彼の妻は恋人同士の頃から、何度も南フランスへ休暇旅行に出かけていた。ある時、車を走らせながら、過去の自分に追い付いて追い越せたら面白いだろうなと考えた。映画の台本のようだと思ったラファエルは、スタンリー・ドーネンにこの話を持ち込み、最終的には2人でオードリー・ヘプバーンに会いに行った。はじめヘプバーンは1966年に結婚12年で夫婦間がギクシャクしており、1960年生まれの子供が一人いる、という設定が自分の状況にそっくりだということ、不倫や水着やベッドシーンがあるということで、非常に不安であったという。しかし台本を読んで、夫メル・ファーラーの後押しもあり、最終的にはゴーサインを出した。「10年前なら、いえ5年前でも、この脚本が私のところへ持ち込まれるとは考えられなかったでしょう」とヘプバーンは語っている。この映画はヘプバーンにとって50年代への決別と、スウィングする60年代への大胆な再出発となった。
夫役には始めポール・ニューマンにオファーがなされたが、ニューマンはこれは監督のための映画であり、スターのための映画ではないとして断ってきた。マイケル・ケインも駄目であったが、のちにケインは『いつも2人で』は出演できなかったのを後悔している唯一の作品だと語っている。アルバート・フィニーは役を引き受けたことについて、「第一に脚本が素晴らしかったことです。そしてもう一つの理由はもちろんオードリー・ヘプバーンと共演できるからですよ。」と答えている。ヘプバーンは『おしゃれ泥棒』で共演したピーター・オトゥールからフィニーの話を何度も聞いていた。フィニーとオトゥールは同じロンドンの王立演劇アカデミーで学び、フィニーが舞台のために断った『アラビアのロレンス』の主役をオトゥールが演じていた。

### ヘプバーンの衣装
ヘプバーンはドーネンからユベール・ド・ジバンシィの衣装を禁じられた。映画での夫婦がパリのトップデザイナーのオートクチュールに代金を払えるほどではない、という理由でもあり、ヘプバーンに変わって欲しかったという理由でもあった。ヘプバーンはマリー・クヮント、ミシェル・ロジェ、パコ・ラバンヌなどの当時の最先端の一流のモッズ・ファッションのプレタポルテを買い求めた。ヘプバーンの新しい衣装は彼女の魅力を増し、ジバンシィからだけではなく、ヘプバーン自身からも解放されていた。
後年、アメリカのデザイナーのトリーナ・タークは「『いつも2人で』は60年代のモッズ・ファッションの祭典のような映画で、オードリー・ヘプバーンが完璧に着こなせない洋服など1つもないことが証明された。どれを着ても見事だった。彼女のスリムな体型は、あらゆるデザイナーの夢だった。」と語った。

### ヘプバーンとフィニー
当時、ヘプバーンはメル・ファーラーとの結婚が暗礁に乗り上げていた。『いつも2人で』の撮影現場でヘプバーンに直接会った映画評論家の日野康一によると、ファーラーとカトリーヌ・ドヌーヴらとの浮気が発覚し、ヘプバーンは悲嘆のどん底にいて、眠れぬくらい悩み苦しんでいたという。
撮影が始まるとヘプバーンはひどく緊張していた。気持ちが落ち着くように手を貸してくれたのがフィニーで、彼は初めてヘプバーンに会った時から冗談を言って堅苦しい緊張をほぐし、映画の夫婦の間に軽妙な雰囲気を醸し出すのに貢献していた。ドーネン監督は「この映画を撮っている時のオードリーは見違えるばかりだった。あんなに自由で幸福そうな彼女を見るのは初めてだった。これはアルビー（フィニー）のおかげだった。」と述べている。
内向的なヘプバーンはそれまでは撮影の合間にはすぐに自分のトレーラーに引っ込むことが多かったが、この作品では生まれ変わったように共演者たちと一緒に楽しんでいた。フィニーとは2人でよくしゃべり、冗談を言ったり悪ふざけをしては笑いあったり、ディスコやビストロに出かけていたという。フィニーは若々しく、衝動的で、陽気で、向こう見ずで、ふざけ屋で、おかしくてと、いかめしいメル・ファーラーとは全然違っていた。

### 音楽
当初、ヘンリー・マンシーニは多忙で断った。当時マンシーニは超売れっ子であり、ブレイク・エドワーズ監督以外は撮影前には契約できず、『シャレード』で実績のあるスタンリー・ドーネン監督でも無理であった。するとオードリー・ヘプバーンがマンシーニに直接「お願いですから『いつも2人で』の音楽を担当してくださらないかしら。これは私が知る中でも最高の脚本で、すばらしくデリケートで、おかしくて、かつロマンティックなの。あなたが曲を作ってくださる以外には誰も思い浮かびません」と電報 を送ったと、マンシーニ自身が述べている。そして、マンシーニは快諾して作曲することになった。『いつも2人で』撮影中の1966年夏、ヘプバーンにインタビューしに行っていた映画評論家の日野康一がちょうど撮影所にいるとき、宣伝マンが電報片手に「ウイ・ゴット・マンシーニ！」と飛び込んで来て、拍手と歓声が起こったことを書き留めている。マンシーニはこの映画で「オードリーのために」という曲も作曲している。
また、のちにマンシーニは最も好きな自作は『ムーン・リバー』のある『ティファニーで朝食を』や『シャレード』『ひまわり』などの有名曲ではなく、『いつも2人で』だと折に触れて答えているほど、会心の出来だった。

### 撮影
撮影当時はカメラは動く車を内側からは捉えられなかったが、この映画は大半が車の中だった。撮影のクリストファー・チャリスは「ケーブルもライトも全て車の中に持ち込み、発電機はトランクに積んでいたから、アルバートがあらゆるボタンを押して全部を作動させなければ始まらなかった。彼もオードリーも実によく吹きだすので、何度も撮り直した。その上アルバートがいたずら好きで、『監督しているのは僕とオードリーだってのに、スタンリー・ドーネンはなんで金をもらってるんだ！』ってなことを入れるんだ。おかげで音声も録り直しだった。」と述べている。
この映画では、ヘプバーンが初めて泳ぐシーンが撮影されたが、ヘプバーンは9歳の頃、オランダの池で溺れかけた経験があり、水に入るのを怖がっていた。ヘプバーンは「あの頃、私は泳ぎ方も知らず、水草に絡まり、水をたくさん飲みました。やっと人が来て引き上げてくれましたが、死ぬほど恐ろしかったことを覚えています。いまではほんの少し泳ぐこともできますが、顔は絶対に水の中に入れません。子供の頃からうなされるのは、水をかぶり窒息する夢でした。」と語っている。フィニーがヘプバーンを抱き上げてプールにドボンと落とすシーンでは、ヘプバーンは代役を希望した。しかしドーネン監督はこのシーンではプールに投げ込まれたのは君だとわからなければならないと3日間説得してヘプバーンがやることになった。助監督2人が待機したが、落とされてもがくヘプバーンを救出するタイミングを間違え、このシーンはもう一度撮り直しされた。別カットで撮るシーンのため、ヘプバーンが潜ったように見せかけるためにドーネン監督がヘプバーンの頭に水をかける写真が残されている。
終わり近くのシーンは手直しが必要だと判断したフレデリック・ラファエルは脚本を書き直した。ヘプバーンはそれを困ったように受け取り、最初の台本の方がいいと言った。ラファエルは、最初のは会話がぼやけていて反対の意味に取られかねない、と言い、二人は両方の脚本を読み比べることになった。ヘプバーンの見事な本読みにラファエルはうっとり聞き入り、ヘプバーンの判断が正しかったことを認めた。
『いつも2人で』の構造は革命的であった。夫婦の愛情の変化は時間の経過とは無関係に個々のエピソードによって示される。ドーネンはカットバックを多用して、12年間を自由に行き来した。
のちにドーネン監督はジョアンナ・ウォレス役はヘプバーンのキャリアの中で一番良かったと評価した。「それまでの彼女とはかけ離れた役だったし、それまで要求されたことのない奥の深い感情表現、責任感、思慕と円熟さが要求された。彼女はその役にどっぷり入り込まなくてはならなかった。でも実際に彼女はそうしていたよ。」と述べている。

### アカデミー賞
この作品でアカデミー脚本賞にノミネートされたフレデリック・ラファエルは「『いつも2人で』のオードリーの演技ほど、オスカーにふさわしい演技はないと思う。」と述べている。1967年、ヘプバーンの『いつも2人で』『暗くなるまで待って』の2本の映画が公開され、そのどちらでアカデミー賞にノミネートされてもおかしくないほどの演技であったが、結局『暗くなるまで待って』でアカデミー賞にノミネートされた。しかしヘプバーン自身はのちに「私は『暗くなるまで待って』でノミネートされたけれど、本当は同じ年の『いつも2人で』の方が良かったと思っています。」と語ったという。ゴールデングローブ賞では2つの作品の両方でノミネートされた。
なお、『いつも2人で』はスペインの1967年度第15回サン・セバスティアン国際映画祭では最優秀作品賞を受賞している。

## エピソード
- 撮影は1966年4月から9月にかけて行われ、撮影中に37才の誕生日を迎えたヘプバーンが誕生日ケーキを前にした写真が残されている[56]<。

- ヘプバーンは『いつも2人で』には自分が出演した全ての映画の中で、最も気に入っているシーンがいくつかある、と述べ、「車の中で服を着替える場面、あれは普段実際に私がやっていることなの。それからホテルのレストランが高すぎるので食べ物をこっそり持ち込むけど、食事が宿泊料込みになっていることが後でわかる話。あれも実際に経験したことなのよ。」と語っている[57]。
- 『いつも2人で』は1967年4月27日にラジオ・シティ・ミュージックホールで公開されたが、9月1日にはヘプバーンとファーラーとの別居が発表された[26]。日本では7月15日丸の内ピカデリーからロードショー公開されたが、劇場パンフレットにはヘプバーンの紹介欄で「メル・ファーラーと結婚して以来、そのおしどり夫婦は有名です。」「世界中で一番好きな人は夫のメルと息子のショーン、当然ね！」と印刷されていた。
- 『いつも2人で』撮影以来ヘプバーンが着るようになったマリー・クヮントのミニスカートやミニドレスを、イタリアの友人の公爵夫人の家に泊まる際に持っていったところ、公爵夫人のメイドがそれらをクローゼットに掛けた後、公爵夫人とヘプバーンのところにやって来て、「お客様はスーツケースをお忘れになったようです」と言った[58]。なぜ？と公爵夫人が言うと、「ブラウスしかお持ちになってないんです」とメイドは言った[58]。公爵夫人は「それがドレスなのよ！」と答えた[58]。これほど短いドレスをメイドは見たことがなかったのだった[59]。

- 2013年春夏物のモスキーノのコレクションでは『いつも2人で』がイメージソースとなった[60][61]。

## 作品の評価
『いつも2人で』は映画ファンの中でもカルト的な人気があり、多くの人々によって『いつも2人で』はヘプバーンの最も円熟した最高の演技であるとされている。
『パリの恋人』『シャレード』『いつも2人で』と3本の映画でヘプバーンを監督したスタンリー・ドーネン監督に関しては、いろんな映画評論家やファンによって、最もヘプバーンの魅力を掴み最高に引き出したのはドーネン監督であると述べられている。
映画雑誌『スクリーン』で「ぼくの採点表」というコーナーを持っていた映画評論家双葉十三郎の評価は☆☆☆☆で80点（ダンゼン優秀）。これはオードリー・ヘプバーン作品では『ローマの休日』の☆☆☆☆★（85点） に次いで、『麗しのサブリナ』『パリの恋人』『昼下りの情事』『シャレード』『マイ・フェア・レディ』『暗くなるまで待って』 と並ぶ高得点である。
AFI の選ぶアメリカ映画「情熱的な映画ベスト100」では第57位に選ばれている。
2003年に発売されたザガット・サーベイの映画特集ではヘプバーン映画としては最高の評価を獲得している。
また、『いつも2人で』には文化人、映画の業界人のファンが多い。
- 村上春樹はこの作品を「私の一本の映画」という本で推している[75][76]。高校時代に神戸の映画館でガール・フレンドと観て、映画が終わった後、2人とも気に入ったのでもう一度観たという[75][76]。また、村上春樹の周りにはこの映画のファンが多いことも語られている[75][76]。

- スティーヴン・スピルバーグ監督は、スタンリー・ドーネン死去の際に声明を発表して、個人的なお気に入り映画として『シャレード』『悪いことしましョ！』『いつも2人で』を挙げている[77][78]。また若い頃のスティーヴン・スピルバーグは『いつも2人で』を感性や相性のリトマス試験紙として使っていた[43]。女の子と初デートの時に『いつも2人で』か『A Guy Named Joe』（のちにスピルバーグ自身が『オールウェイズ』としてリメイク）を観て、女の子が映画を気に入ればまたデートに誘い、つまらなかったと言えば２度と誘わなかったという[43]。
- ビリー・ワイルダーの妻であり、ヘプバーンの友人でもあるオードリー・ワイルダーもこの映画の最大のファンの一人であり、「私は『いつも2人で』が大好きです。あの映画の彼女は生身の人間です。」と語っている[64]。

- プロデューサーのリチャード・ザナックは「60年代にアメリカの女優によって演じられた役の中で最も素晴らしい」と語った[63][62]。
- 橋本治は『虹のヲルゴオル』という本の中で、「妖精の素顔　オードリー・ヘプバーンと『いつも2人で』」という章を書いて、「こういうすごい映画を撮って、オードリー・ヘプバーンというスターは、自分のそれまでに立派なピリオドを打った。」と述べている[79][80][81]。

## 賞歴

### サン・セバスティアン国際映画祭
受賞
最優秀作品賞（ゴールデン・シェル）：スタンリー・ドーネン

### アカデミー賞
ノミネート
アカデミー脚本賞：フレデリック・ラファエル

### ゴールデングローブ賞
ノミネート
ゴールデングローブ賞　主演女優賞（コメディ・ミュージカル部門）：オードリー・ヘプバーン
ゴールデングローブ賞　作曲賞：ヘンリー・マンシーニ

### 英国アカデミー賞
ノミネート
脚本賞：フレデリック・ラファエル

### 全米監督協会賞
ノミネート
長編映画監督賞：スタンリー・ドーネン

### 英国脚本家協会賞
受賞
最優秀オリジナル脚本賞：フレデリック・ラファエル
最優秀コメディ脚本賞：フレデリック・ラファエル

### スペイン脚本家組合賞
受賞
最優秀外国映画賞：フレデリック・ラファエル

### アメリカン・フィルム・インスティチュート（AFI）
情熱的な映画ベスト100 (2002)
第57位